# Jenny Wilson
Jenny Wilson (* 20. Oktober 1975) ist eine schwedische Popmusikerin.

## Karriere
1997 gründete sie zusammen mit Karl-Jonas Winqist die Band First Floor Power. Sara Wilson und Per Lager stießen mit dazu und die Band veröffentlichte zwischen 1998 und 2003 zwei Alben. Wilson geht seitdem jedoch immer mehr ihrer eigenen Wege. So schrieb sie 2003 zusammen mit der ebenfalls schwedischen Band The Knife deren Song You take my breath away. Im selben Jahr schrieb sie auch die Musik zu dem Theaterstück Nattjärilen am Stockholmer Stadttheater und fing außerdem an, an ihrem ersten Soloalbum zu arbeiten. Dieses wurde 2005 auf dem Label Rabid Records der Band The Knife veröffentlicht und trägt den Namen Love and Youth. Sie hat alle Songs des Albums selbst eingespielt, gesungen und produziert. Im Februar 2009 veröffentlichte sie ihr zweites Album Hardships! auf ihrem eigenen Label Goldmedal Recordings.
2010 wurde sie mit dem European Border Breakers Award (EBBA) ausgezeichnet.

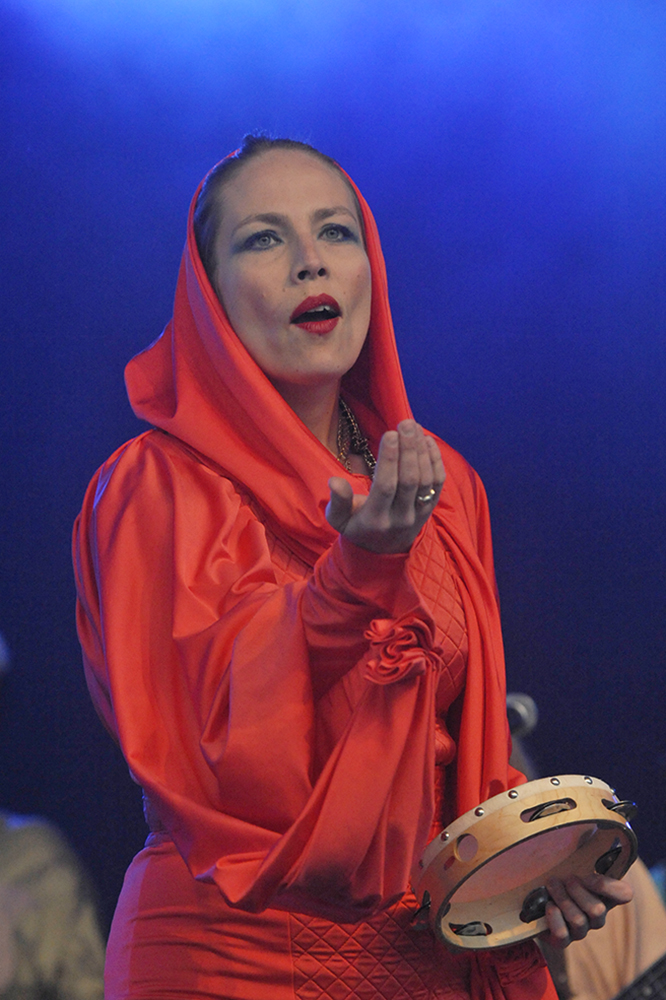
Jenny Wilson – Stockholm Jazz Festival 2010.

## Diskografie

### First Floor Power
- 2001 There is hope
- 2003 Nerves

### Jenny Wilson

#### Alben
- 2005 Love and Youth
- 2009 Hardships!
- 2011 Blazing
- 2013 Demand the Impossible!
- 2018 Exorcism

#### Singles
- 2005 Summer Time – The Roughest Time
- 2005 Let My Shoes Lead Me Forward
- 2009 The Wooden Chair
- 2009 Anchor Made Of Gold / The Warning Shot
- 2009 Like A Fading Rainbow
- 2013 Autobiography
- 2014 Pyramids
- 2018 Rapin